# Uroctea
Uroctea är ett släkte av spindlar som ingår i familjen Oecobiidae.
Arter enligt Catalogue of Life:
- Uroctea compactilis
- Uroctea concolor
- Uroctea durandi
- Uroctea grossa
- Uroctea hashemitorum
- Uroctea indica
- Uroctea lesserti
- Uroctea limbata
- Uroctea manii
- Uroctea matthaii
- Uroctea paivani
- Uroctea quinquenotata
- Uroctea schinzi
- Uroctea semilimbata
- Uroctea septemnotata
- Uroctea septempunctata
- Uroctea sudanensis
- Uroctea thaleri

## Bilder

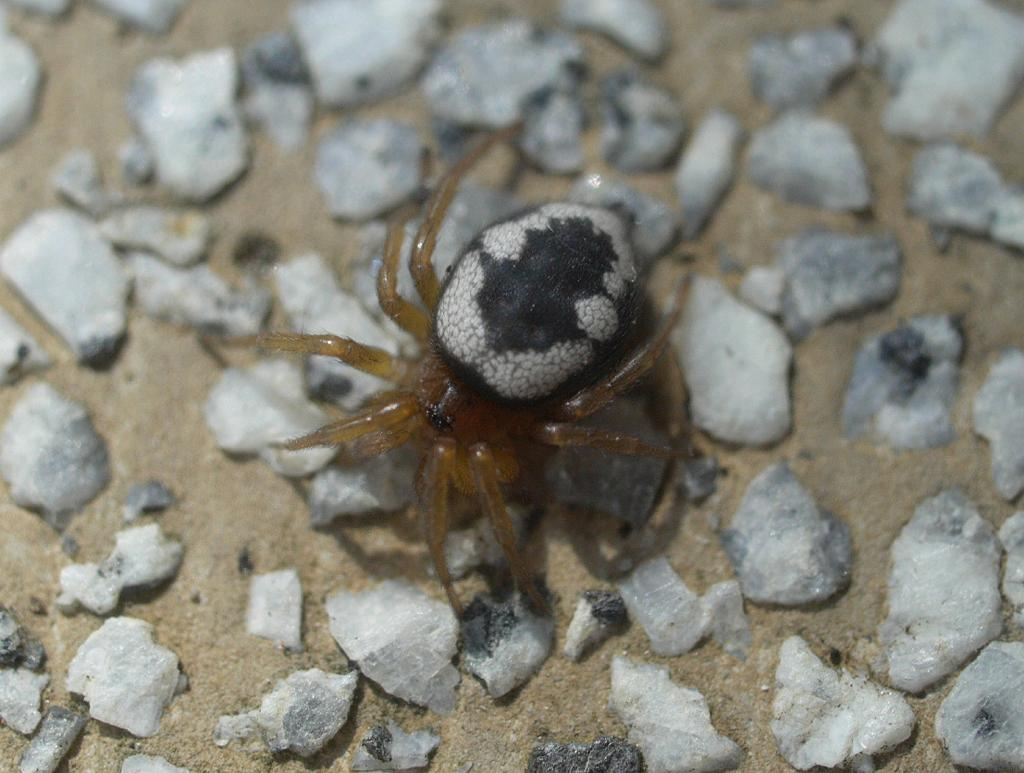
Uroctea compactilis, funnen i Japan.
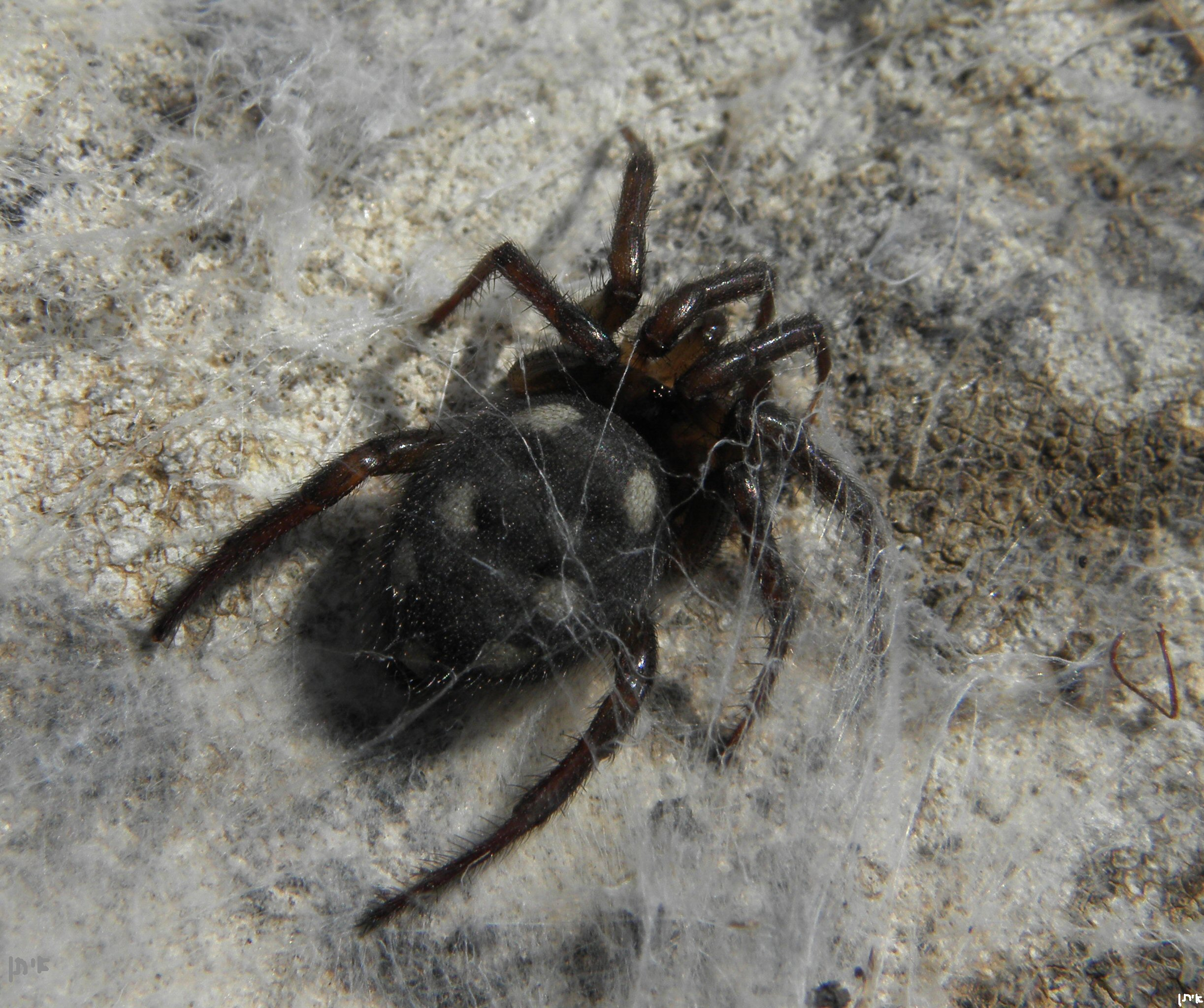
Förmodligen U. durandi eller U. septempunctata, funnen i Israel.